# Kosmos 2276
Kosmos 2276, ruski navigacijski satelit iz programa Kosmos. Vrste je GLONASS (Uragan br. 60L).
Lansiran je 11. travnja 1994. godine u 07:49 s kozmodroma Bajkonura (Tjuratam) u Kazahstanu. Lansiran je u srednje visoku orbitu oko planeta Zemlje raketom nosačem Proton-K/DM-2 8K82K. Orbita mu je 19059 km u perigeju i 19200 km u apogeju. Orbitna inklinacija mu je 64,80°. Spacetrackov kataloški broj je 23044. COSPARova oznaka je 1994-021-B. Zemlju obilazi u 675,71 minuta. Pri lansiranju bio je mase 1400 kg. 

## Vanjske poveznice
- N2YO.com Search Satellite Database
- Celes Trak SATCAT Format Documentation (engl.)
- Kunstman  Arhivirana inačica izvorne stranice od 12. kolovoza 2019. (Wayback Machine) Satellites in Orbit (engl.)